# Atriplex spinifera
Atriplex spinifera är en amarantväxtart som beskrevs av James Francis Macbride. Atriplex spinifera ingår i släktet fetmållor, och familjen amarantväxter. Inga underarter finns listade i Catalogue of Life.